# الوهط (لحج)

تعديل مصدري - تعديل

الوَهْط هي مدينة يمنية تتبع محافظة لحج، بلغ تعداد سكانها 5086 نسمة حسب الإحصاء الذي أجري عام 2004.

## الأحياء والحارات
| حارة الدار           |
| حارة عمر بن علي      |
| حارة المشايخ         |
| حارة عبد الله بن علي |
| حارة السوق القديم    |